# 오로라 (기업)
오로라(영어: Aurora)는 필기구, 만년필, 종이, 가죽 제품 제조 업체로, 1919년에 부유한 직물 상인 이세이아 레비(Isaia Levi)에 의해 설립되었다. 이 회사의 제품은 최초의 진정한 이탈리아 만년필을 의미하며 현재 이탈리아 북부 토리노에 있는 공장에서 생산되고 있다. 오로라는 약 146만달러의 가격으로 2000개의 오로라 다이아몬드가 박힌 내장된 펜을 포함한 많은 작은 한정 생산 펜을 만든다.

## 역사
제1차 세계 대전 직후인 1987년 토리노에서 이사이아 레비의 재정적 지원을 받아"Fabbrica Italiana di Penne a Serbatoio Aurora"로 설립됐다.
오로라는 처음에는 검은 색의 만년필을 생산하기 시작했고 그 다음에는 여러 가지 색을 모델에 추가했다. 1929년 오로라는 다른 유럽 국가로 확장되기 시작했고 이 덕분에 회사는 생산량을 늘리고 새로운 시리즈를 선 보이게 되었다. 2차 세계 대전 당시 금이 부족했기 때문에 이 회사는 재료를 "플라티리디오"라고 불리는 특수 합금으로 대체했는데, 이 합금은 학생들을 위한 일부 저가 모델에서 생산되어 사용되었다.
1943년 오로라 공장은 폭탄 공격으로 완전히 파괴되었다. 그것은 그 회사가 도시의 북쪽으로 옮겨지는 원인이 되었다. 4년 후, 가장 잘 알려 진 오로라 모델, 오로라 88이 출시되었다. 그것은 파커 51과 경쟁하기 위한 목적으로 마르셀로 니졸리에 의해 디자인되었다. 오로라 88은 1970년대까지 전 세계적으로 5백만대 이상이 팔렸고 생산되고 있다. 게다가, 그것은 가장 성공적인 이탈리아 만년필로 여겨진다. 1990년대에 오로라 88의 새로운 모델이 생산되었지만, 그것의 재료와 특성은 좀 더 전통적인 만년필처럼 보이고 1947년의 원래 모델에서 보여진 파커 51의 유사성을 보이지 않았다.
1954년에 듀오 카트 오로라가 출시되었다. 앨버 슈타이너가 디자인한 이 펜은 오로라의 만년필에에 잉크 카트리지를 처음 도입한 것이다. 카트리지는 두 번째 카트리지를 금속 튜브로 연결할 수 있는 독특한 특성을 가지고 있는데, 그 안에서 금속구가 도입되었다. 이는 카트리지가 비어 있을 때, 학생들이 카트리지 하나가 이미 비어 있다는 것을 알 수 있도록 금속구가 움직이며 소리를 낸다.
오로라는 베로나 가족에 의해 인수되었다. 그 이후로 1969년 건축가 마르코 자누소가 설계한 하스틸 신모델이 출시되었다. 이 모델은 뉴욕 현대 미술관에 영구 전시된 복제품으로 큰 성공을 거두었다. 그것은 강철, 플라스틱, 그리고 백금으로 만들어졌다.

## 만년필
오로라 만년필의 바디는 대부분 레진 소재로 만들어진다. 오롤로이드라고 부르는 셀룰로이드를 사용하여 화려하고 다양한 색의 배럴을 선보인다. 닙의 경우 온고잉 모델은 스텐스틸과 14K를 사용하며, 한정판은 18K를 사용한다.

### 라인업
- 88 (오탄도트)
- 옵티마
- 알파
- 입실론
- 탈렌튬
- 스타일

### 참고 문헌
1. 1 2 3  Sell, Iguana. “Aurora Pens History” (미국 영어). 2020년 6월 10일에 원본 문서에서 보존된 문서. 2020년 8월 25일에 확인함.
2. ↑  Carlos (2013년 1월 31일). “Historia de Aurora 88 "El mito Italiano"” (스페인어). 2020년 8월 25일에 확인함.
3. ↑  “Aurora 88 Fountain Pens – The Goulet Pen Company”. 2020년 8월 25일에 확인함.
4. ↑  “Marco Zanuso. Hastil Fountain Pen. 1969 on MoMA website”. 2020년 8월 25일에 확인함.